# Gillian Russell
Gillian Claire Russell (Love, após casamento) (Saint Andrew, 28 de setembro de 1973) é uma antiga atleta jamaicana, especialista em corridas de barreiras altas. Foi campeã mundial júnior em 1990 e 1992 e venceu a medalha de ouro nos Jogos da Commonwealth de 1998.

## Melhores marcas pessoais
- 100 mtros planos - 11.41 s (Kingston, 1993)
- 100 metros com barreiras - 12.66 s (Maracaibo, 1998)
- 60 mtros com barreiras - 7.84 s (Paris, 1997)